# كهف فاري
كهف فاري، المعروف باسم نيمفوليبتوس (باليونانية: Σπήλαιο Νυμφολήπτου Βάρης) هو كهف صغير شمال شرق فاري في أتيكا، اليونان. في العصور الكلاسيكية القديمة، تم استخدام الكهف كمزار مخصص لأبولو وبان والحوريات. تم احتلال الكهف من القرن السادس إلى الثاني قبل الميلاد. ثم تُرك الكهف حتى تم احتلاله مرة أخرى في القرن الرابع الميلادي. تم التخلي عنها أخيرًا في حوالي القرن السادس. تم حفر الكهف في عام 1901.
تقع بالقرب من قمة أحد النتوءات الجنوبية لجبل هيميتوس على ارتفاع 300 متر تقريبًا. من فاري، يمكن الوصول إليها سيرًا على الأقدام في غضون ساعة واحدة. الكهف فريد من نوعه في اليونان بسبب منحوتاته الصخرية. تُعرض الآن الألواح الرخامية من الكهف في المتحف الأثري الوطني في أثينا.

## للقراءة المتعمقة
- Dunham، Maurice Edwards (1903). "The Cave at Vari. II. Inscriptions". American Journal of Archaeology. ج. 7 ع. 3: 289–300. JSTOR:496690.
- Thallon، Ida Carleton (1903). "The Cave at Vari. III. Marble Reliefs". American Journal of Archaeology. ج. 7 ع. 3: 301–319. JSTOR:496691.
- King، Lida Shaw (1903). "The Cave at Vari. IV. Vases, Terra-Cotta Statuettes, Bronzes, and Miscellaneous Objects". American Journal of Archaeology. ج. 7 ع. 3: 320–334. JSTOR:496692.
- Baldwin، Agnes (1903). "The Cave at Vari. V. Coins". American Journal of Archaeology. ج. 7 ع. 3: 335–337. JSTOR:496693.
- Bassett، Samuel Eliot (1903). "The Cave at Vari. VI. The Terra-Cotta Lamps". American Journal of Archaeology. ج. 7 ع. 3: 338–349. JSTOR:496694.

## وصلات خارجية
- Official website[وصلة مكسورة]
- Official website in Geek
- Description of the cave, including photos